# CDS/ISIS
CDS/ISIS és un paquet de programari per als sistemes d'emmagatzematge i recuperació d'informació no-numèrica (Information Storage and Retrieval systems) desenvolupat, mantingut i disseminat per UNESCO. Va ser inicialment llançat el 1985 i des de llavors més de 20,000 llicències han estat lliurades per UNESCO i una xarxa mundial de distribuïdors. Està dissenyat en particular per a aplicacions bibliogràfiques i és utilitzat per catàlegs de biblioteques petites i mitjanes. Existeixen versions en àrab, xinès, anglès, francès, alemany, portuguès, rus i espanyol, entre altres idiomes. UNESCO fa el programari disponible de manera lliure per a propòsits no comercials, encara que els distribuïdors compten amb permís per cobrar per les seves despeses.
CDS/ISIS és un acrònim de Computerised Documentation Service / Integrated Set of Information Systems (servei de documentació computarizada / conjunt integrat de sistemes d'informació). El 2003 va ser establert que aquest paquet era acceptat per biblioteques en països en desenvolupament com un programari estàndard per al desenvolupament de sistemes d'informació.
La versió original de CDS/ISIS es va executar en una mainframe d'IBM i va ser dissenyat a mitjan dècada de 1970 sota la direcció de Giampaolo Del Bigio (1940-1998) per al sistema de documentació computeritzada d'UNESCO. Va estar basat en el sistema intern ISIS (Integrated Set of Information Systems) a la seu de l'Organització Internacional del Treball a Gènova.
El 1985 una versió va ser produïda per mini i microcomputadores programada en Pascal. Es va executar en una IBM PC baix MS-DOS
. Winisis, la versió per Windows, va ser presentada en 1995, i podria executar-se en una sola computadora en una xarxa d'àrea local o en el núvol de Dropbox. Els components de client i servidor en JavaISIS permeten l'administració de la base de dades a través d'Internet i està disponible per Windows, Linux i Macintosh. Més encara, GenISIS permet a l'usuari produir formularis web en HTML per a cerques en bases de dades CDS/ISIS. ISIS_DLL proveeix una API per desenvolupar aplicacions basades en CDS/ISIS. La biblioteca OpenIsis proporciona una altra API per desenvolupar aplicacions basades en CDS/ISIS amb algunes millores.